# Liste der Kulturdenkmale in Medelby
In der Liste der Kulturdenkmale in Medelby sind alle Kulturdenkmale der schleswig-holsteinischen Gemeinde Medelby (Kreis Schleswig-Flensburg) aufgelistet (Stand: 14. April 2025).
Die Bodendenkmale sind in der Liste der Bodendenkmale in Medelby aufgeführt.

## Legende
In den Spalten befinden sich folgende Informationen:
- Objekt-ID: die Nummer des Kulturdenkmales
- Lage: die Adresse des Kulturdenkmales und die geographischen Koordinaten. Kartenansicht, um Koordinaten zu setzen. In der Kartenansicht sind Kulturdenkmale ohne Koordinaten mit einem roten Marker dargestellt und können in der Karte gesetzt werden. Kulturdenkmale ohne Bild sind mit einem blauen Marker gekennzeichnet, Kulturdenkmale mit Bild mit einem grünen Marker.
- Offizielle Bezeichnung: Bezeichnung des Kulturdenkmales
- Beschreibung: die Beschreibung des Kulturdenkmales
- Bild: ein Bild des Kulturdenkmales

## Sachgesamtheiten
| Objekt-ID      | Lage                                     | Offizielle Bezeichnung | Beschreibung | Bild                             |
| -------------- | ---------------------------------------- | ---------------------- | --- | -------------------------------- |
| 40956 Wikidata | Kirchenweg (54° 48′ 52″ N, 9° 10′ 27″ O) | Kirche St. Matthäus    | Aktualisierung vorgesehen - Begründung: geschichtlich, künstlerisch, städtebaulich, Kulturlandschaft prägend - Schutzumfang: Kirche mit Ausstattung, Kirchhof, Nordertor, Südertor, Feldsteinmauer | weitere Fotos \| Fotos hochladen |

## Bauliche Anlagen
| Objekt-ID     | Lage                                     | Offizielle Bezeichnung | Beschreibung | Bild                             |
| ------------- | ---------------------------------------- | ---------------------- | --- | -------------------------------- |
| 4096 Wikidata | Kirchenweg (54° 48′ 52″ N, 9° 10′ 27″ O) | Kirche mit Ausstattung | Die evangelische Kirche wurde um 1200 erbaut und um 1709 erweitert. Der Turm wurde 1765 erbaut. Im Inneren stammt der Schnitzaltar aus dem Ende des 15. Jahrhunderts. Die Taufe stammt aus dem 12. oder 13. Jahrhundert. Alteintragung (Aktualisierung vorgesehen) - Begründung: geschichtlich, künstlerisch, städtebaulich - Schutzumfang: gesamtes Objekt - Denkmaltyp: Bauliche Anlage, Sachgesamtheit: Kirche Medelby | weitere Fotos \| Fotos hochladen |

## Gründenkmale
| Objekt-ID      | Lage                                     | Offizielle Bezeichnung | Beschreibung | Bild            |
| -------------- | ---------------------------------------- | ---------------------- | --- | --------------- |
| 19282 Wikidata | Kirchenweg (54° 48′ 54″ N, 9° 10′ 26″ O) | Kirchhof               | Alteintragung (Aktualisierung vorgesehen) - Begründung: geschichtlich, Kulturlandschaft prägend - Schutzumfang: Kirchhof, Nordertor, Südertor, Feldsteinmauer - Denkmaltyp: Gründenkmal, Sachgesamtheit: Kirche Medelby | Fotos hochladen |

## Quelle
- Liste der Kulturdenkmale in Schleswig-Holstein – Kreis Schleswig-Flensburg

- Karte mit allen Koordinaten:
- OSM |
- WikiMap